# Звитяжне
Звитяжне — село Старобешівської селищної громади Кальміуського району Донецької області, Україна. Населення становить 212 осіб.

## Загальні відомості
Відстань до райцентру становить близько 15 км і проходить переважно автошляхом Т 0509.
Землі села межують із територією с. Вікторівка Волноваського району Донецької області.
Із 2014 р. внесено до переліку населених пунктів на Сході України, на яких тимчасово не діє українська влада.
Із 25 травня 2018 р. знаходиться під контролем Збройних сил України.
19 вересня 2024 року Верховна Рада підтримала перейменування села Петрівське на Звитяжне. 26 вересня 2024 року перейменування набуло чинності.

## Населення
За даними перепису 2001 року населення села становило 212 осіб, із них 70,28 % зазначили рідною мову українську та 29,72 % — російську.